# Малое Шалдово
Малое Шалдово — деревня в Антроповском муниципальном районе Костромской области. Входит в состав Котельниковского сельского поселения

## География
Находится в центральной части Костромской области на расстоянии приблизительно 31 км на юг по прямой от поселка Антропово, административного центра района на правом берегу реки Шача.

## История
В XIX — начале XX века деревня входила в состав Макарьевского уезда Костромской губернии. В 1872 году здесь было учтено 3 двора, в 1907 году —9.

## Население
Постоянное население составляло 29 человек (1872 год), 40 (1897), 56 (1907), 2 в 2002 году (русские 100 %), 1 в 2022.